# Emily Austin (periodista)
Emily Austin (Brooklyn, 24 de mayo de 2001)  es una periodista estadounidense, influencer de las redes sociales, modelo, actriz y locutora independiente de la NBA.

## Primeros años de vida
Austin nació en Brooklyn, Nueva York, de padres israelíes, y creció en Long Island, Nueva York. Asistió a la "North Shore Hebrew Academy" para la escuela secundaria, graduándose en 2019, y luego ingresó a la Universidad de Hofstra para estudiar periodismo.  Los padres de Austin son judíos seculares, pero ella decidió mantener una dieta kosher desde joven. Ha visitado Israel desde su infancia y sigue tradiciones judías, como mantener la comida kasher, hacer Kiddush, encender velas de Shabat y no trabajar en Shabat.  

## Carreras

### Periodismo deportivo
En 2021, Austin comenzó su carrera en el periodismo deportivo, contactando a atletas profesionales para entrevistas durante la pandemia de COVID-19 en los Estados Unidos, mientras aún era estudiante de segundo año de periodismo en la Universidad de Hofstra. Austin, una exatleta, comenzó a entrevistar a deportistas en Instagram para su programa de vlogs, "Daily Vibes with Emily Austin".  Esto la llevó a trabajar en MTV, en "Music Lives On". También trabajó para Sports Illustrated como presentadora en eventos de la NFL y boxeo.
En 2023, Austin inició un pódcast de la NBA llamado "The Hoop Chat with Emily Austin", en el que ha contado con jugadores de la NBA, como Josh Giddey, Grant Williams, Mitchell Robinson, Immanuel Quickley, Jalen Brunson, y Chet Holmgren. En abril de 2024, Austin comenzó a trabajar con "DAZN" en la cobertura de boxeo. 

### Otros trabajos
Austin ha trabajado como modelo. Fue juez en Miss Universo 2022.  Se unió a la misión Israelí ante la ONU, donde maneja las comunicaciones en inglés y las relaciones públicas. Austin ha escrito para publicaciones como Newsweek. ¡Ha aparecido varias veces como panelista en el programa Gutfeld de Fox News!  Desde el ataque del 7 de octubre de 2023 a Israel, Austin ha expresado su opinión sobre el tema del antisemitismo, apoyando a Israel en las redes sociales y visitando comunidades fronterizas en el sur de Israel en diciembre de 2023.